# Tattenhall
Tattenhall – wieś w Anglii, w hrabstwie ceremonialnym Cheshire, w dystrykcie (unitary authority) Cheshire West and Chester. Leży 12 km na południowy wschód od miasta Chester i 254 km na północny zachód od Londynu. W 2001 miejscowość liczyła 1986 mieszkańców.